# Charlotte Zinke

Charlotte Zinke

Charlotte („Lotte“) Zinke (geborene Maetschke; * 23. Juni 1891 in Zielenzig bei Frankfurt (Oder); † 6. November 1944 im KZ Ravensbrück) war eine deutsche Politikerin (KPD). Sie war Abgeordnete des Deutschen Reichstages.

## Leben
Die junge Charlotte Emilie Ernestine Maetschke machte sich von Zielenzig (in der Nähe von Frankfurt/Oder, heute Sulęcin in Polen) auf, um im Ruhrgebiet Arbeit und Zukunft zu finden. Sie kam nach Mülheim an der Ruhr und lernte dort den Maurergesellen und späteren KPD-Funktionär Willy Zinke kennen. Beide heirateten am 17. Dezember 1910.
Zunächst in der SPD aktiv, trat Zinke 1920 in Essen-Frohnhausen in die KPD ein und bekleidete von 1927 bis 1930 das Amt der Bezirksfrauenleiterin der KPD Ruhrgebiet. 1928 wurde sie in den Preußischen Landtag, 1929 ins Essener Stadtparlament und 1930 schließlich in den Deutschen Reichstag gewählt, dem sie bis 1933 angehörte.
Nach der „Machtergreifung“ der Nationalsozialisten versteckte sich Zinke in Essen und im Waldecker Land, ehe sie im Frühjahr 1933 in die Niederlande emigrierte. Im Januar 1934 kehrte sie mit ihrem Mann nach Essen zurück, wo sie polizeilich vernommen wurde. 1934 wurde sie aus der KPD ausgeschlossen, da sie sich nicht an illegalen Aktionen beteiligen wollte. Nach dem Attentat auf Hitler im Juli 1944 wurde sie am 26. August 1944 von der Gestapo im Zusammenhang mit der Verhaftungsaktion „Aktion Gitter“ verhaftet und zunächst in Essen in „Schutzhaft“ genommen. Ende September 1944 wurde sie in das Frauenkonzentrationslager Ravensbrück überführt. Auf dem Transport dorthin konnte sie eine letzte Nachricht an ihren Mann schmuggeln. Fast unleserlich heißt es darin: „Hoffentlich habe ich die Kraft, das alles auszuhalten.“ Zinke wurde am 6. November 1944 ermordet.

## Gedenken

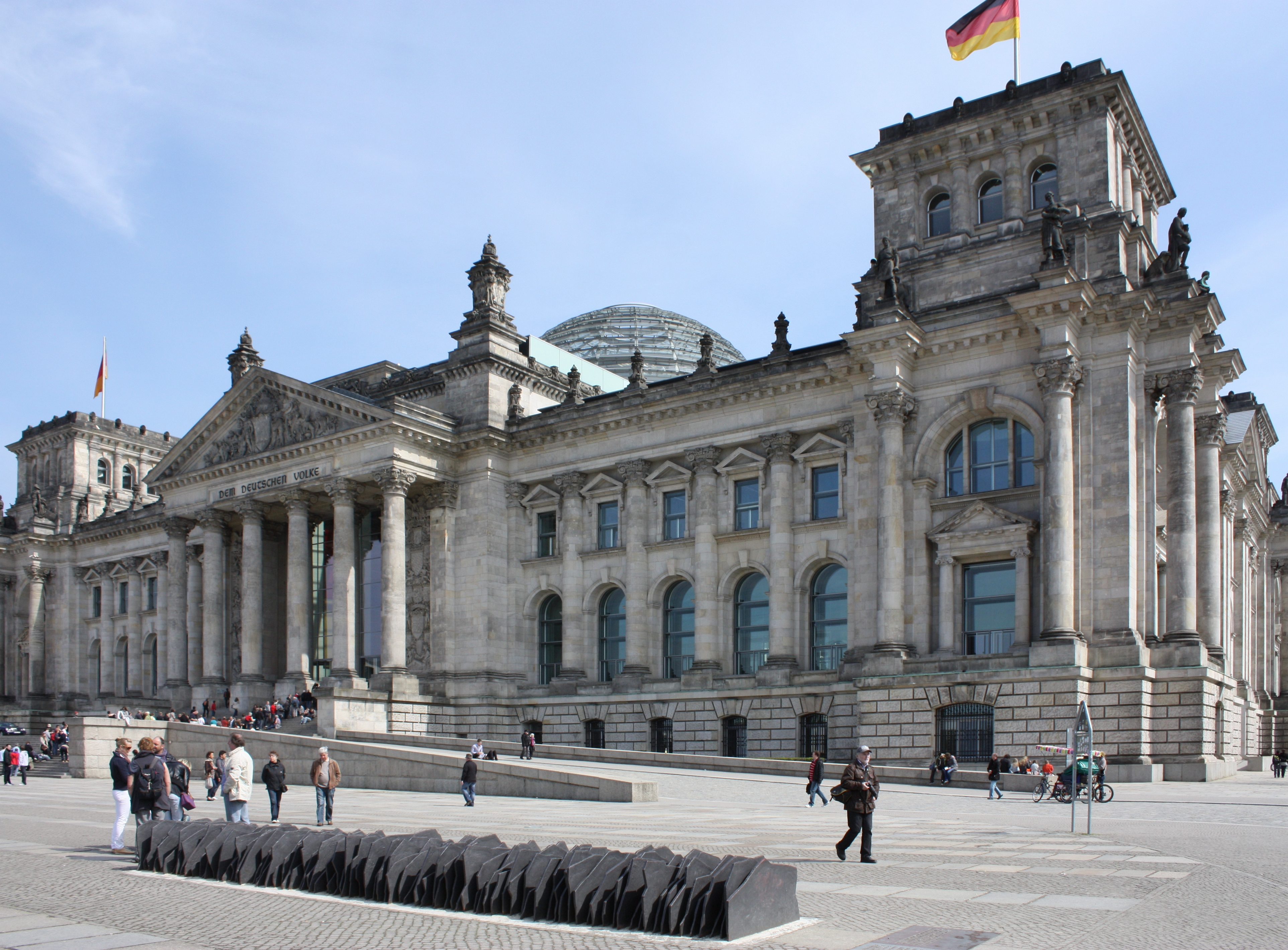
Gedenktafeln am Reichstag

- In Berlin (Scheidemannstraße/Platz der Republik, Nähe Reichstag) erinnert seit 1992 eine der 96 Gedenktafeln für die vom NS-Regime ermordeten Reichstagsabgeordneten an Charlotte Zinke.
- 2006 wurde vor ihrem ehemaligen Wohnhaus in Essen-Haarzopf (Fängerhofstraße 35) ein „Stolperstein“ für Charlotte Zinke verlegt.